# Berneuil, Charente-Maritime
Berneuil là một xã trong tỉnh Charente-Maritime Charente-Maritime trong vùng Nouvelle-Aquitaine, tây nam nước Pháp. Xã Berneuil, Charente-Maritime nằm ở khu vực có độ cao từ 5-72 mét trên mực nước biển. Sông Seugne tạo thành một phần biên giới phía đông bắc của xã.